# ドリームオンライン
株式会社ドリームオンライン（DreamOnline, Inc.）は、ソフトウェアの企画・設計・開発・保守を主な事業内容とする日本の企業。

## 概要
アプリケーション・システム開発を主な事業として、2007年3月に設立され2009年3月30日より配信を開始したiOS向け「DreamCocktail」を皮切りに数々のアプリ開発を手掛ける。2011年10月18日に配信を開始した「あふれこ！AR」は声優が体験できるアプリであり、実装されたアニメーション作品もアプリ用として制作され、サンプルボイスでは声優の今井麻美が参加している。2012年には第二弾アニメーションの声優オーディションも行った。
また、日ごろの開発ノウハウを活かし書籍への執筆も行う。2014年には、日本ICカードシステム利用促進協議会正会員となった。

## 沿革・歴史
- 2007年3月1日 - 株式会社ドリームオンラインを設立（東京本社/広島オフィス）
- 2008年5月7日 - 資本金を880万円から1,200万円に増資
- 2009年3月 - iOS用アプリ「DreamCocktailをリリース」
- 2010年3月 - 東京大学地震研究所IT強震計研究会に参加
- 2013年9月 - 一般財団法人日本パレット協会維持会員
- 2013年11月 - 東京オフィス新橋へ移転
- 2014年4月 - JICSAP（Japan IC Card System Application Council）日本ICカードシステム利用促進協議会正会員

## 主な制作物（および作品）

### スマートフォン・タブレット向けアプリケーション

#### App Store
- DreamCocktail Lite
- DreamCocktail 2.0 Share the recipe.
- i将棋サロンLite
- i将棋サロン -FullVersion-
- オンライン対戦リバーシ コミュニティー
- Live Chess
- DreamCamera -連写＆ズーム
- 動画から瞬間を切り出す「MovieToImage」
- ShowTime!
- カラオケ ショータイム！
- やってみよう！ショータイム！
- MonicaBBCamera
- Photo Postcard
- スピード感はそのままに、わが子のスポーツ姿を写真にも「SELF EDIT」
- ペットを夢中にさせて、最高の一枚を「わんにゃんカメラ」
- こっちを向いた一瞬のかわいい笑顔を一枚に「Memory Of Baby」
- 育成ゲーム たまごDEポン
- 育成ゲーム たまごDEポン2
- 育成ゲーム たまポンQUEST
- 育成冒険ゲーム サモンQUEST
- たぬたんころりん
- ころころゾンビ
- ぴょんぴょん まんま
- 声優目指してあふれこ！AR
- Afureko!AR for those who want to become voice actor
- Afureko!AR pour ceux qui veulent devenir comedien de doublage

#### Google Play
- DreamCocktail Lite
- DreamCocktail
- 将棋オンライン
- 将棋オンライン for GREE
- 育成ゲーム たまごDEポン！【ほのぼの無料ゲーム】
- 育成ゲーム たまごDEポン2
- 育成ゲーム たまポンQUEST
- 育成冒険ゲーム サモンQUEST
- ゆるカワ系放置ゲーム たぬたんころりん（かわいい動物図鑑）
- ころころゾンビ
- angePARTY
- SmartPassLock NFC
- ＠RingtoneFree
- ＠Ringtone

### Web
- 「将棋オンライン」インターネット対局将棋ゲーム
- 「SportsOnline」アマチュアスポーツ速報サイト